# 일본의 전차

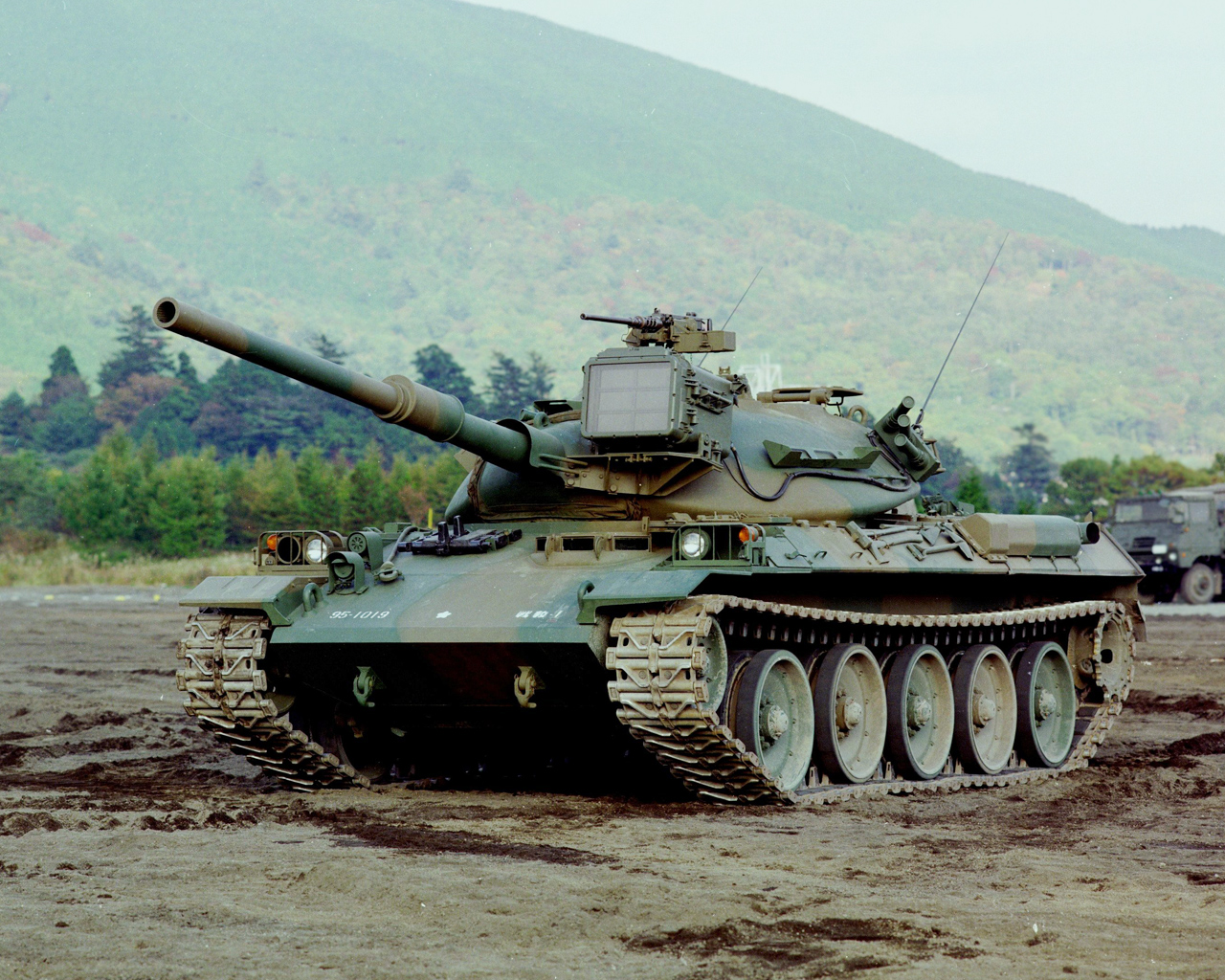
일본이 운용한 전차 중 가장 오랫동안 사용했던 74식 전차. 이 전차는 약 50년 간의 운용을 마치고 2024년 3월 자위대에서 퇴역했으며, 이후 이 전차의 뒤를 이어 90식 전차와 10식 전차가 자위대의 주력전차로 채택되었다.

일본의 전차는 제1차 세계 대전 시기부터 현대까지 옛 일본 제국군과 현 자위대가 운용 중인 일본의 전차를 의미한다. 제1차 세계 대전 말기 영국, 프랑스, 독일 제국 등이 각자 전차를 개발하여 운용하였지만, 이 중 오늘날 세계 각국이 운용 중인 전차의 표본이 된 것은 르노 FT-17이었다. 일본은 이들 전차에 관심을 가지고 몇몇 디자인을 수입해 생산에 들어갔다. 일본 육군은 경전차나 준전차를 만주사변과 중일 전쟁 때 운용하였다. 국민혁명군이 빅커스사에서 제조된 전차, 이탈리아 CV-33, 그리고 독일의 1호 전차로 구성된 전차 대대 3개밖에 없었기 때문에 일본 육군은 전차를 대보병 무기로 활용했다.
말레이시아나 필리핀과 같은 태평양 전쟁 초기 일본 제국군은 대규모 전차전에 제한을 두었고, 이에 따라 1942년부터 공세가 아닌 방어 작전으로 방침을 전환한 일본 제국군은 전차의 새로운 디자인을 개발하는 것에 초점을 맞추지 않았다. 이 결과 일본 제국군은 전차의 개발과 배치에 타격을 입었고, 태평양 전쟁 말기 연합군의 더 큰 전차들을 대적하기 위해 일본 제국군은 전장에 새로운 전차를 배치하고자 더 두꺼운 장갑과 더 큰 주포를 장착한 새로운 전차 디자인으로 전환을 시도했으나 이미 시기적으로 너무 늦었다.
제2차 세계 대전 이후 연합군 최고사령부는 일본의 모든 군수시설과 군사 시설을 폐지하라는 조치를 내렸고, 이 결과 일본은 전차를 생산할 능력을 잃어버리게 되었다. 하지만 6.25 전쟁 발발 이후 연합군은 일본을 재무장시킬 필요가 있다고 판단하였고, 일본 내에는 자위대가 형성되고 미국 전차인 M4 셔먼과 M24 채피가 도입되었다. 여러 이유로 자위대 내 전차들은 고장이 잦았고 1954년 일본 정부는 M46 패튼과 M47 패튼을 구매할 지 아니면 자체적인 주력전차를 개발할 지 선택해야 했다. 일본 정부는 자체적으로 전차를 개발하기로 결정했고, 미쓰비시 중공업이 1961년 61식 전차를 개발한 이래 여러 자체 생산 전차가 일본 자위대에 도입되었다. 

## 명명법
모든 무기와 마찬가지로, 첫 번째 기준은 도입된 연도다. 이 연도는 일본의 역사적인 달력에 따라 계산되며, 서기 기원전 660년부터 시작다. 예를 들어, 89식 전차는 1929년에 도입되었는데, 이는 일본식 연도로는 2589년에 해당하며 연도 표기는 마지막 두 자릿수만 사용된다. 하지만 같은 해에 여러 종류의 무기가 도입될 수 있었기 때문에, 일본은 다양한 무기를 구분하기 위해 한자를 사용했다. '치(チ)'는 중전차, '테(テ)'는 탱케트, '케(ケ)'는 경전차, '호(ホ)'는 자주포, '카(カ)'는 수륙양용 전차를 의미했다. 모델을 구분하기 위해 두 번째 한자가 사용되었으며, 예를 들어 97식 치하(チハ)는 1937년에 도입된 중전차, 2식 케토(ケト)는 1942년에 도입된 경전차다.
때로는 한자를 보완하거나 대체하기 위해 별명이 사용되기도 했다. 예를 들어,"97식 신호토 치하"(新砲塔チハ)*는 새로운 포탑(신호토, 新砲塔)을 장착한 치하 전차의 변형 모델이다. 또한, 95식 경전차는 미쓰비시 중공업의 설계자가 붙인 '하고(ハ号)'라는 별명을 가지고 있었다.

## 전간기

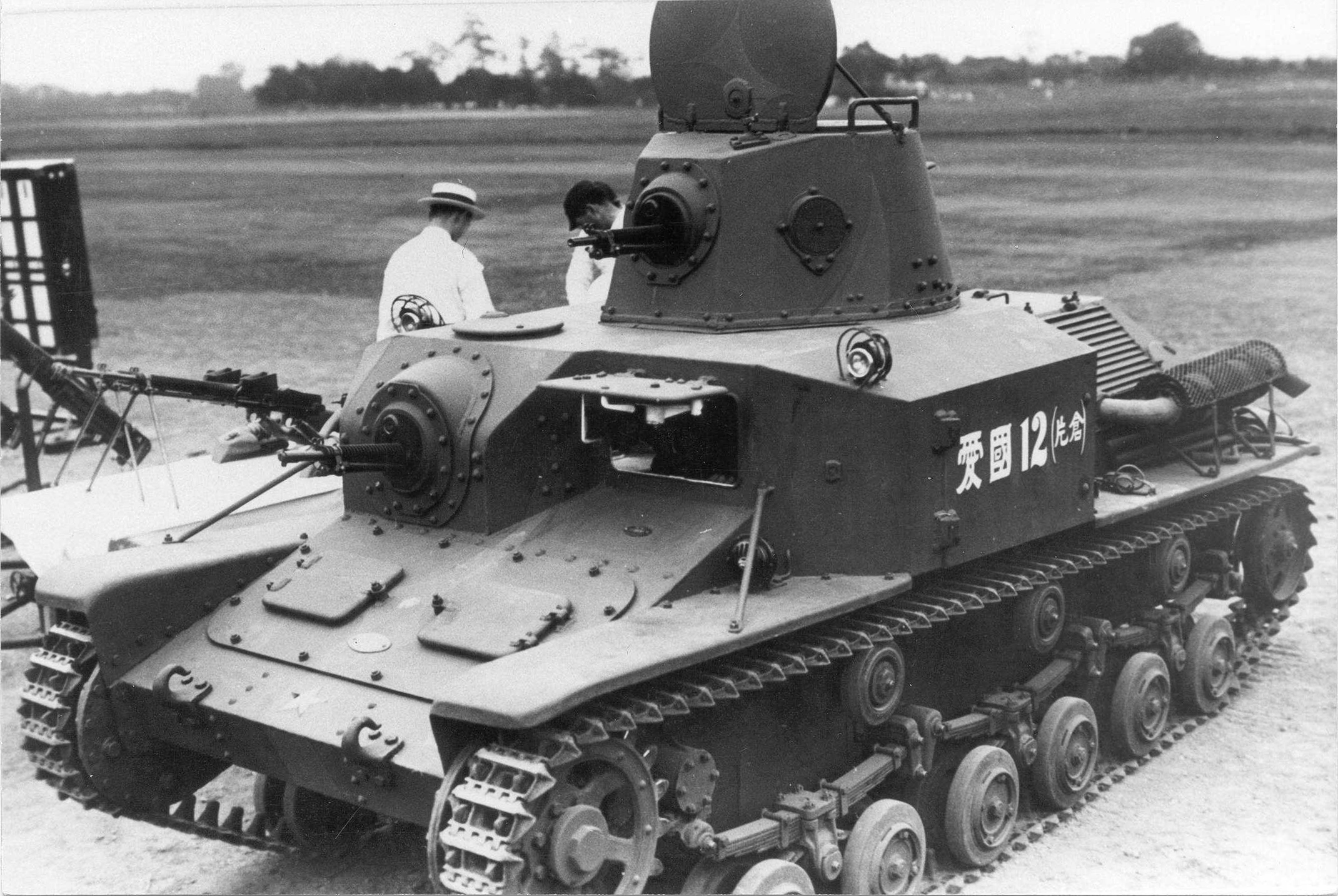
일본 정부가 처음으로 자체 생산한 전차인 92식 중장갑차.

제1차 세계 대전이 끝난 후, 많은 유럽 국가들이 기병을 기계화하려고 시도했다. 일본 기병대 역시 다양한 장갑차를 실험했으나 성공은 제한적이었다. 이러한 바퀴 달린 장갑차들은 만주의 열악한 도로 상태와 혹독한 겨울 기후 때문에 대부분의 작전에서 적합하지 않았다. 일본 육군은 (미국, 프랑스, 영국, 러시아군과 마찬가지로) 전통적인 기병 부대에 현대식 장갑 장비를 통합하기 위해 다양한 방법을 시도했다.
일본 제국 육군은 당시 자체적인 전차 생산 능력이 없었기 때문에 외국에서 다양한 모델을 수입했다. 여기에는 영국의 Mk IV 중전차 1대와 Mark A 휘핏 전차 6대, 그리고 프랑스의 르노 FT-17 전차 13대(이후 ‘고가타 센샤(甲型戦車)’ 또는 ‘A형 전차’로 지정됨)가 포함되었다. Mk IV 전차는 1918년 10월에 구매되었으며, 휘핏과 르노 전차는 1919년에 도입되었다.
일본 제국 육군은 1925년에 장갑 부대를 창설했다. 그러나 독자적인 전차를 제작하는 데에는 여러 문제가 있었다. 일본은 해군 조달을 우선시했기 때문에 전차용 강철 생산이 상대적으로 낮은 우선순위에 있었다. 일본에서 자체 설계한 첫 전차의 개발은 1925년 6월에 시작되었다. 중형 전차 개발에는 젊은 육군 장교 하라 토미오 소령을 포함한 기술자들이 참여했으며, 그는 이후 전차 개발 부서의 책임자가 되었다. 설계는 1926년 5월에 완료되었고, 시제품은 1927년 2월에 완성되었다. 시험 후, 치이 1호(試製1호 전차)는 20톤의 무게와 느린 속도로 인해 주력 전차로 사용하기에는 부적합하다는 결론이 내려졌다. 이 설계가 거부되자, 10톤(약 9.1미터톤) 무게의 경량 전차에 대한 새로운 요구사항이 제시되었다. 새로운 설계는 1927년 3월에 일본 제국 육군이 구매한 비커스 미디엄 C를 모델로 삼았다. 1929년까지 89식 치로(試製2호 전차)의 시제품이 완성되었다. 시험 결과, 일본은 1929년에 기동 작전을 위한 소형 차량을 개발하기로 결정했다.
일본의 자체 전차 프로그램이 여전히 시제품 단계에 있던 1930년에, 일본 제국 육군은 르노 FT 전차의 대체품을 구매했다. 프랑스로부터 르노 NC1 전차 10대(‘乙型戦車’ 또는 ‘B형 전차’로 지정됨)를 도입했다. 또한 영국으로부터 빅커스 6 톤 전차와 카덴 로이드 탱켓 6대를 추가로 구매하여 이를 기반으로 추가 개발을 진행했다.
처음에는 *스미다 수륙양용 장갑차(AMP)*라는 독자적인 혼합형 수륙양용 차량을 1930년에 시험했다. 이 차량은 궤도와 바퀴를 모두 장착하고 있어 물속과 육지에서 모두 전진과 후진이 가능했다. 그러나 일본 기병 장교들은 이 차량의 성능에 만족하지 못했기 때문에 수륙양용 차량 개념은 폐기되었다. 설계는 궤도 차량 전용으로 변경되었다.
이 궤도 차량에 대한 초기 시도는 이시카와지마 자동차 제작소(현 이스즈 자동차)에서 개발한 92식 중장갑차로 이어졌다. 92식은 기병대의 정찰 및 보병 지원용으로 설계되었다. 하지만 이 첫 번째 국산 탱켓의 생산 과정은 기술적 문제로 어려움을 겪었다.
일본 제국 육군은 새로운 탱켓이 필요하다고 판단하여 1933년에 이 프로젝트를 도쿄 가스전기(후에 히노 자동차) 회사에 맡겼다. 1934년에 완성된 실험 모델은 포탑에 기관총을 장착한 소형 경궤도 차량이었다. 이 설계는 94식 탱케트로 표준화되었으며, 정찰 및 보병 지원 용도로 지정되었다. 1935년에 실전 배치되었으나, 이후 97식 탱케트로 대체되었다. 이 두 차량은 모두 중국 쪽 작전에 맞게 "맞춤 설계"된 차량이었으며, 약한 무장과 장갑에도 불구하고 높은 기동성을 바탕으로 보병 지원과 정찰에서 큰 성공을 거두었다. 그러나 1930년대 후반에는 이 차량들이 더 강력한 무장을 갖춘 적에게는 유용하지 않다는 것이 명확해졌고, 탱케트 개발은 중단되었다.
1932년까지 미쓰비시 중공업은 전차에 적합한 공랭식 디젤 엔진을 생산하고 있었고, 이를 89식 전차에 실험적으로 장착했다. 이 전차는 이후 89식 B형 중전차로 알려지게 되었다. 이후, 하라 토미오 소령이 개발한 서스펜션 시스템은 많은 일본 전차에 사용되었다. 이 시스템은 벨크랭크 가위 서스펜션으로, 수평으로 차체 외부에 장착된 코일 스프링으로 연결된 보기 바퀴를 사용했다.
일본은 95식 중전차를 1934년에 제작했으며, 이는 1931년에 시제품으로 시작된 18톤 91식 중전차를 기반으로 한 다포탑 설계의 최종 버전이었다. 이 전차는 독일 및 이탈리아 전차 설계를 모델로 했으며, 70mm 대포와 6.5mm 기관총을 주포탑에 장착했다. 추가적으로 두 개의 부포탑에는 각각 94식 3.7cm 전차포와 6.5mm 기관총이 장착되어 추가적인 화력을 제공했다. 이 전차는 4대의 시제품이 제작된 후 프로젝트가 취소되었다.
한편, 95식 하고(ハ号) 경전차가 개발되어 1936년에 도입되었다. 이 전차는 다른 일본 전차보다 많은 수량이 생산되었다. 당시로서는 나쁘지 않은 설계였으나, 승무원들에게 인기가 있어 후속 모델의 도입이 몇 년 지연되었다. 그러나 1941년에는 이미 구식으로 평가되었다. 1942년 이후 이를 대체한 두 모델, *98식 케니(ケニ)*와 *2식 케토(ケト)*가 95식의 단점을 보완했으나 여전히 불충분했다[35]. 새로운 후속 전차인 *5식 케호(ケホ)*는 1945년 시험 단계에 그쳤다.
수륙양용 전차 분야에서 일본은 더 창의적이었다. 육군은 전쟁 전 여러 시제품을 제작했으나, 1940년까지 이 계획은 중단되었다. 이후 일본 제국 해군이 수륙양용 차량 개발을 맡아 1941년에 2식 카미(カミ), 1943년에는 더 큰 3식 카치(カチ)를 개발했다. 이 차량들은 육상 전차에 부착 가능한 탈착식 선미와 이물(뱃머리)을 추가하여 부력을 확보했다. 이들은 전투에서 큰 역할을 하지는 못했지만, 일본은 전차 개발 과정에서 벨크랭크 서스펜션, 수륙양용 전차의 선구자적 설계, 그리고 휘발유 엔진보다 화재 위험이 적은 디젤 엔진을 사용하는 등의 혁신을 도입했다.

### 할힌골 전투

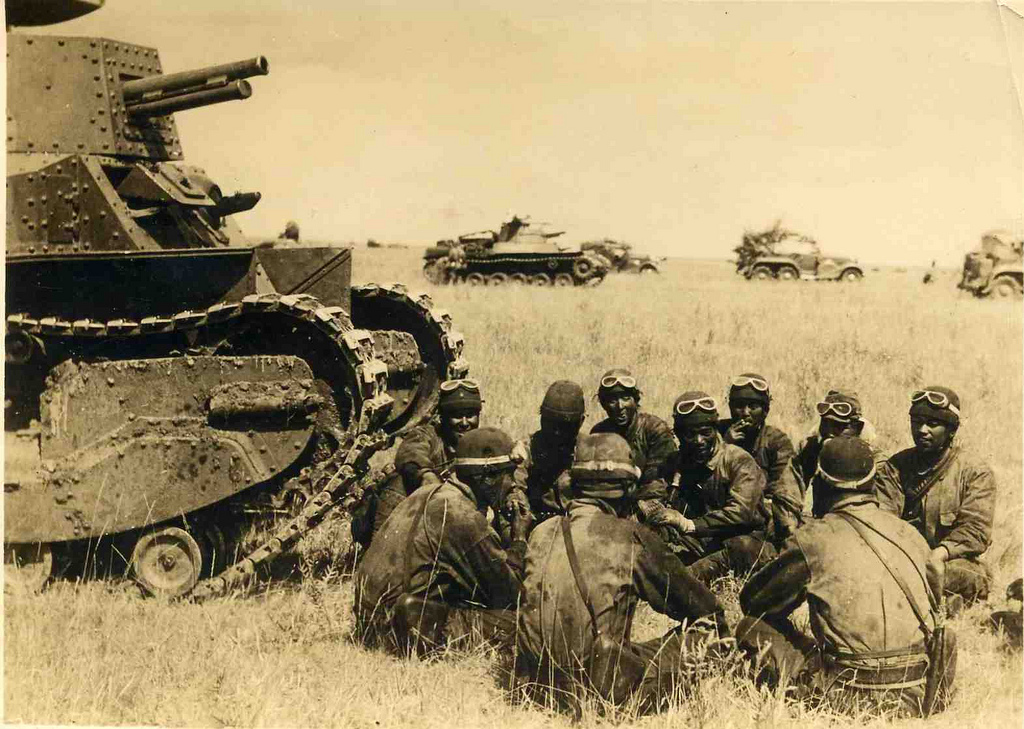
할힌골 전투 직전 89식 중전차.

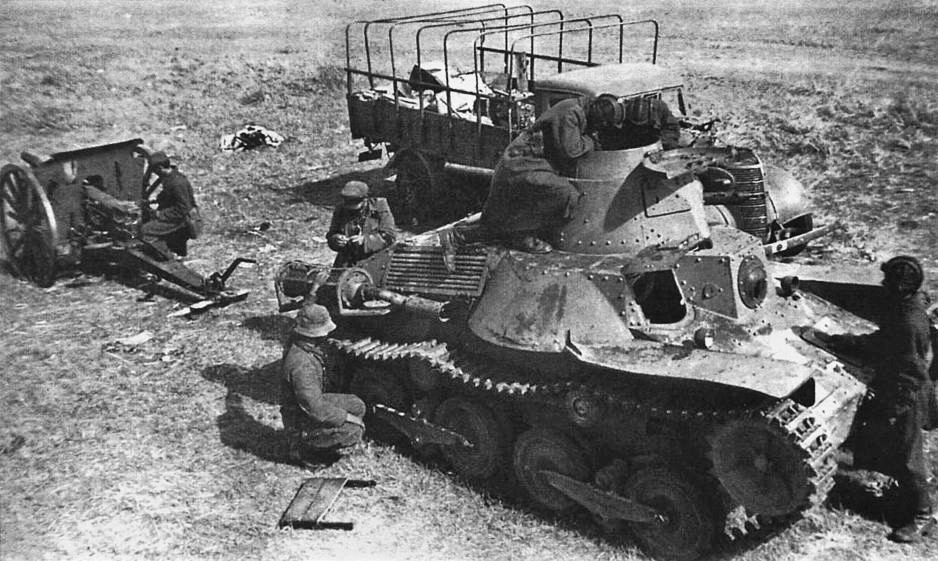
소련군이 할힌골 전투 이후 노획한 95식 경전차.

일본의 장군들은 중국을 상대로 사용된 전차에 대한 평가에서 실수를 범했다. 당시 중국군은 전차나 대전차 무기가 거의 없었다. 1937년까지 일본은 8개 연대에 총 1,060대의 전차를 배치했으나, 대부분이 보병 지원용으로 설계되고 사용되었다. 그러나 이 역할에 맞춰 설계된 전차들은 일본 제국 육군(IJA)을 전차 대 전차 전투에 적합한 전차 없이 남겨두었고, 이 결점은 1939년 소련 붉은 군대가 몽골 국경에서 가한 할힌골 전투에서 뼈저리게 드러났다. 이 전투에서 일본군은 패배했다.
할힌골 전투 당시, 일본 육군 제1전차군(야스오카 분견대)은 제3전차연대와 제4전차연대로 구성되어 있었다. 제3전차연대는 89식 B형 전차 26대, 97식 중전차 4대, 94식 탱케트 7대, 97식 테케(テケ) 탱케트 4대로 구성되었고, 제4전차연대는 95식 전차 35대, 89식 A형 전차 8대, 94식 탱켓 3대를 보유하고 있었다. 추가로, 보병 및 기병 부대는 약 50대의 탱케트와 장갑차를 보유하고 있었다. 이 전투에서 일본 제1전차군은 7월에 소련의 제11전차여단과 제7기갑여단을 상대로 공격을 개시했으나, 큰 손실을 입었다. 전투가 시작된 지 나흘 만에 제1전차군은 42대의 전차를 잃었다. 8월 말에 벌어진 소련의 반격에서는 붉은 군대의 기갑 부대가 일본군의 측면을 포위하고 후방을 공격하여 전형적인 양동 작전을 성공시켰다. 8월 31일까지 일본군은 몽골 국경 너머에서 전멸했다.
할힌골 전투에서 일본 제6군이 패배한 결과, 일본 제국 육군은 기갑 부대의 전술 및 편성, 그리고 전차 설계를 재고하게 되었다. 이에 따라 연간 전차 생산량을 500대에서 1,200대로 늘렸다. 일본은 더 나은 전차포가 필요하다고 판단하여, 1939년 전투에서 소련의 45mm 전차포에 대응하기 위해 1식 47mm 1식 전차포를 개발했다. 이 포는 97식 전차에 장착되어 97식 개(改) 또는 97식 신호토 치하(新砲塔 チハ)로 명명되었다.

## 제2차 세계 대전
1932년부터 생산된 89식 치로(チロ)는 일본 최초로 대량 생산된 전차였다. 이 전차는 1930년대 후반까지 표준 중형 전차로 사용되었으나, 그 시기 이전부터 이미 구식이 되어 있었다. 그 후속 모델인 97식 중전차 치하(チハ)가 등장하여 1945년 전쟁이 끝날 때까지 표준 전차로 사용되었다. 하지만 이 전차의 한계는 1939년 할힌골 전투에서 이미 명확히 드러났다. 같은 97식 차체에 새로운 포탑을 설치해 더 나은 주포를 탑재한 "신호토 치하"(新砲塔 チハ)는 1942년에야 등장했다. 연합군의 전차(미국 및 영국의 M3 리/M3 그랜트, M4 셔먼, 소련의 T-34)에 취약했지만, 47mm 고속포 덕분에 어느 정도 대응할 수 있었다. 이 47mm 포는 경전차와 셔먼 전차의 측면 및 후방을 공격하는 데 효과적이었다.. 일본은 개선된 모델을 추가로 설계했으나, 1식 중전차 치헤나 3식 중전차 치누 같은 전차들은 소수만 생산되었다.
1940년 나치 독일이 유럽에서 전차를 이끌고 승리를 거두자, 일본은 배치 방식과 전술을 변경하여 전차 사단을 조직했다. 1940년에는 일본은 소련, 프랑스, 영국, 독일에 이어 세계에서 다섯 번째로 큰 전차 병력을 보유하고 있었지만, 중형전차 및 중전차에서는 뒤처져 있었다. 그러나 1941년 진주만 공격 이후 미국이 전쟁에 참전하자, 일본은 산업 자원을 주로 전함과 항공기 생산에 집중하게 되었다. 이는 전함과 항공기가 태평양을 건너 공격하고 미 해군의 진격에 맞서 제국을 방어하기 위한 해군의 전쟁에 더 적합한 무기였기 때문이다.

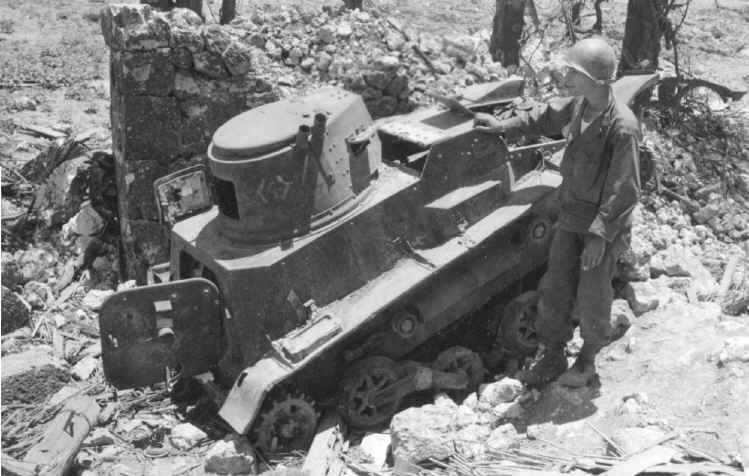
오키나와 전투에서 노획된 94식 경장갑차.

이로 인해 일본 육군이 태평양 전쟁에서 광범위하게 전차를 사용했음에도 불구하고, 연합군이 태평양에서 직면한 일본 전차들은 대부분 구형이거나 심지어 구식이었다. 3식 치누와 같은 최신 전차들은 자재 및 생산 부족으로 인해 지연되었고, 공장에서 생산되더라도 본토 방어를 위해 보존되었으며, 멀리 떨어진 육군이나 해군 부대에는 배치되지 않았다. 1931년에서 1945년 사이 일본은 총 6,450대의 전차를 생산했으며, 이 중 절반인 3,300대는 미쓰비시 중공업에서 제작되었다. 1940년에서 1945년 사이 생산된 전차는 총 4,424대로, 연간 평균 생산량은 이탈리아와 비슷했다. 일본처럼 크고 산업화된 나라로서는 다소 적은 수치였는데, 이는 일본 제국에서 생산된 대다수의 철강이 일본 제국 해군의 전함 건조를 위해 배정되었기 때문이었다. 1944년부터 1945년에 이르러 본토가 직접적인 위협에 처하면서 상황이 어느 정도 변화했으나, 이미 늦은 시점이었다. 제2차 세계 대전 말기에 일본이 추진했던 많은 혁신적인 무기 프로젝트들은 자재 부족과 연합군의 폭격으로 인한 산업 기반 손실로 인해 소량 생산 또는 시제품 단계에 그칠 수밖에 없었다.

## 참고 자료
- Coox, Alvin D. (1985). 《Nomonhan: Japan Against Russia, 1939》. Two volumes. Stanford University Press. ISBN 978-0-8047-1160-9.
- Estes, Kenneth (2014). 《Super-heavy Tanks of World War II》. Osprey. ISBN 978-1782003830.
- Foss, Christopher (2003). 《Tanks: The 500》. Crestline. ISBN 0-7603-1500-0.
- Hara, Tomio (1972). 《Japanese Medium Tanks》. AFV Weapons Profiles No. 49. Profile Publications Limited.
- Hara, Tomio (1973). 《Japanese Combat Cars, Light Tanks, and Tankettes》. AFV Weapons Profile No. 54. Profile Publications Limited.
- Hunnicutt, R. P. (1992). 《Stuart: A History of the American Light Tank》 One. Presidio Press. ISBN 978-0-89141-462-9.
- Ichinohe, Takao (June 2011). 〈Type 10 Tanks of the Japan Ground Self-Defense Force〉. 《10式戦車と次世代大型戦闘車》 [Type 10 Tanks and Next-generation Heavy Fighting Vehicles]. Supplement to Japan Military Review (일본어). NCID AN00067836. |id=에 templatestyles stripmarker가 있음(위치 1) (도움말)
- McCormack, David (2021). 《Japanese Tanks and Armoured Warfare 1932–45》. Fonthill. ISBN 978-1-78155-810-2.
- Ness, Leland (2002). 《Jane's World War II Tanks and Fighting Vehicles》. HarperCollins. ISBN 978-0007112289.
- Rottman, Gordon L.; Takizawa, Akira (2008). 《World War II Japanese Tank Tactics》. Osprey Publishing. ISBN 978-1846032349.
- Trewhitt, Philip (1999). 《Armoured Fighting Vehicles》. Dempsey-Parr. ISBN 978-1840843286.
- Tomczyk, Andrzej (2002). 《Japanese Armor Vol. 1》. AJ Press. ISBN 83-7237-097-4.
- Tomczyk, Andrzej (2007a) [2002]. 《Japanese Armor Vol. 2》. AJ Press. ISBN 978-8372371119.
- Tomczyk, Andrzej (2003). 《Japanese Armor Vol. 3》. AJ Press. ISBN 978-8372371287.
- Tomczyk, Andrzej (2005). 《Japanese Armor Vol. 4》. AJ Press. ISBN 978-8372371676.
- Tomczyk, Andrzej (2007b). 《Japanese Armor Vol. 5》. AJ Press. ISBN 978-8372371799.
- Zaloga, Steven J. (2007). 《Japanese Tanks 1939–45》. Osprey Publishing. ISBN 978-1-8460-3091-8.
- Zaloga, Steven J. (2008). 《Armored Thunderbolt: The US Army Sherman in World War II》. Stackpole Books. ISBN 978-0-8117-0424-3.
- Zaloga, Steven J. (2012). 《M4 Sherman vs Type 97 Chi-Ha: The Pacific 1945》. Osprey Publishing. ISBN 978-1849086387.